# Joun
Joun (in arabo جون‎?, Jūn) è un centro abitato sciita e un comune (municipalité) del Libano situato nel distretto dello Shuf, governatorato del Monte Libano